# 前勁自由車隊
前勁自由車隊（英語：Action Cycling Team，UCI隊碼：ACT），是台灣的職業自由車隊，於2010年成立，在2017年以前曾為亞洲洲際車隊。

## 車隊陣容

### 2017年
|          | 車手   | 出生日期              |
| -------- | ------ | --------------------- |
| 臺灣地區 | 陳建良 | 1993年11月7日（24歲） |
| 臺灣地區 | 蕭世鑫 | 1990年4月3日（27歲）  |
| 臺灣地區 | 徐暄評 | 1996年7月5日（21歲）  |
| 臺灣地區 | 黃冠霖 | 1998年3月16日（19歲） |
| 臺灣地區 | 李文昭 | 1998年9月12日（19歲） |

|          | 車手   | 出生日期               |
| -------- | ------ | ---------------------- |
| 臺灣地區 | 吳之皓 | 1989年12月29日（28歲） |
| 臺灣地區 | 吳欣倫 | 1998年3月24日（19歲）  |
| 臺灣地區 | 楊秉祐 | 1998年1月12日（19歲）  |
| 臺灣地區 | 楊武興 | 1993年5月11日（24歲）  |
| 臺灣地區 | 俞辰憲 | 1995年8月10日（22歲）  |

### 2016年
|          | 車手   | 出生日期              |
| -------- | ------ | --------------------- |
| 臺灣地區 | 陳建州 | 1997年12月2日（19歲） |
| 臺灣地區 | 陳建良 | 1993年11月7日（23歲） |
| 臺灣地區 | 蕭世鑫 | 1990年4月3日（26歲）  |
| 臺灣地區 | 徐暄評 | 1996年7月5日（20歲）  |

|          | 車手   | 出生日期               |
| -------- | ------ | ---------------------- |
| 臺灣地區 | 劉金峯 | 1980年9月21日（36歲）  |
| 臺灣地區 | 彭源堂 | 1993年5月10日（23歲）  |
| 臺灣地區 | 吳之皓 | 1989年12月29日（27歲） |
| 臺灣地區 | 楊武興 | 1993年5月11日（23歲）  |

### 2015年
|          | 車手   | 出生日期               |
| -------- | ------ | ---------------------- |
| 臺灣地區 | 陳建良 | 1993年11月7日（22歲）  |
| 臺灣地區 | 江思翰 | 1989年9月29日（26歲）  |
| 臺灣地區 | 蕭世鑫 | 1990年4月3日（25歲）   |
| 臺灣地區 | 謝政穎 | 1993年1月31日（22歲）  |
| 臺灣地區 | 徐暄評 | 1996年7月5日（19歲）   |
| 臺灣地區 | 黃世昌 | 1988年11月12日（27歲） |

|          | 車手   | 出生日期               |
| -------- | ------ | ---------------------- |
| 臺灣地區 | 李偉誠 | 1985年7月3日（30歲）   |
| 臺灣地區 | 劉金峯 | 1980年9月21日（35歲）  |
| 臺灣地區 | 彭源堂 | 1993年5月10日（22歲）  |
| 臺灣地區 | 吳之皓 | 1989年12月29日（26歲） |
| 臺灣地區 | 楊武興 | 1993年5月11日（22歲）  |

### 2012年
|          | 車手   | 出生日期              |
| -------- | ------ | --------------------- |
| 臺灣地區 | 張庭銓 | 1992年9月18日（20歲） |
| 臺灣地區 | 陳佳駿 | 1991年5月27日（21歲） |
| 臺灣地區 | 陳建良 | 1993年11月7日（19歲） |
| 臺灣地區 | 江思翰 | 1989年9月29日（23歲） |
| 臺灣地區 | 簡雯龍 | 1989年6月25日（23歲） |
| 臺灣地區 | 馮俊凱 | 1988年11月2日（24歲） |

|          | 車手   | 出生日期              |
| -------- | ------ | --------------------- |
| 臺灣地區 | 蕭世鑫 | 1990年4月3日（22歲）  |
| 臺灣地區 | 謝政穎 | 1993年1月31日（19歲） |
| 臺灣地區 | 劉金峯 | 1980年9月21日（32歲） |
| 臺灣地區 | 劉尉傑 | 1988年5月25日（24歲） |
| 臺灣地區 | 潘俊良 | 1991年9月17日（21歲） |
| 臺灣地區 | 楊武興 | 1993年5月11日（19歲） |

## 主要勝出賽事
2012年
 環辛卡拉克自由車賽第2站（蕭世鑫）

## 外部連結
- Facebook專頁